# Bendungan (Kuwarasan)
Bendungan is een bestuurslaag in het regentschap Kebumen van de provincie Midden-Java, Indonesië. Bendungan telt 1746 inwoners (volkstelling 2010).